# Rien ne sert de fou rire (film)
Pour plus de détails, voir Fiche technique et Distribution.
Rien ne sert de fou rire (Wild About Hurry) est un film américain d'animation Merrie Melodies de 7 minutes et mettant en scène Bip Bip et Vil Coyote réalisé par Chuck Jones en 1959.

## Fiche technique
- Réalisateur Chuck Jones
- Producteur Edward Selzer
- Compositeur Carl W. Stalling